# Conops flavipes
Conops flavipes es una especie de díptero del género Conops de la familia Conopidae. Sus larvas son endoparásitos del género Bombus.  

## Distribución
Se encuentra en Europa.